# Giovanni Gaetano Rossi
Giovanni Gaetano Rossi (5. srpna 1828 Borgo San Donnino – 31. března 1886 Janov) byl italský dirigent a hudební skladatel.

## Život
Narodil se v městečku Borgo San Donnino (od roku 1925 Fidenza) ležícím mezi Piacenzou a Parmou. Otec byl varhaníkem v místní katedrále (Cattedrale di San Donnino) a poskytl tak synovi základní hudební vzdělání. V roce 1837 dostal i několik lekcí od Giuseppe Verdiho. Od roku 1846 studoval na konzervatoři v Miláně, kde byli jeho učiteli Peter Ray, Antonio Angeleri a Felice Frasi.
V prosinci 1851 se stal koncertním mistrem orchestru divadla Teatro Regio v Parmě a v září následujícího roku byl jmenován parmským dvorním varhaníkem. V roce 1856 se stal učitelem zpěvu a kompozice na hudební škole v Parmě (Regia scuola di musica di Parma, dnes Conservatorio Arrigo Boito) a v roce 1864 byl na této škole jmenován ředitelem. Tuto funkci zastával po deset let. Mezi jeho žáky byli např.: Giovanni Bolzoni, Cleofonte Campanini, Emilio Usiglio a Primo Bandini.
V roce 1869 mu byl udělen titul rytíře Řádu italské koruny. V letech 1871–1873 řídil operní orchestr Teatro Regio di Parma. V dubnu 1872 zde dirigoval představení opery Aida Giuseppe Verdiho, druhé v Itálii po premiéře ve Scale. Po smrti Angela Marianiho byl povolán do Janova, aby řídil orchestr divadla Teatro Carlo Felice. Tam působil po dobu čtyř let, až do roku 1879, kdy byl orchestr rozpuštěn.
Zemřel v Janově 31. března 1886, Je pohřben v Miláně na Cimitero monumentale di Milano. Jeho mramorová busta je umístěna na nádvoří konzervatoře v Parmě.

## Dílo

### Opery
- Elena di Taranto (Parma, 1852)
- Giovanni di Giscala (Parma, 1855)
- Nicolò de Lapi (Parma, 1866)
- La contessa d'Altemberg (1871, k otevření divadla Teatro di Borgo San Donnino v Janově, 1875)

### Orchestrální skladby
- Kompozice pro orchestr na dva motivy z opery Sicilské nešpory Giuseppe Verdiho (1857)
- Saul, symfonie pro velký orchestr (1867)
- Sinfonia drammatica in Mi (1868)
- Sinfonia in la Maggiore
- Sinfonia a grand'orchestra (1880)
- Rimembranza della Jone, pro orchestr
- L'unione italiana

### Komorní skladby
- Melanconia, mazurka pro klavír
- Duetto sulla Linda, pro flétnu a klavír
- Fantasia sulla Linda, pro hoboj a klavír
- Duetto sulla Sonnambula, pro hoboj a klavír
- Divertimento sulla Norma, pro hoboj a klavír

### Chrámová hudba
- La preghiera di S. Anna, pro zpěv a klavír (Milán, 1848)
- Le sette parole del Redentore in Croce, oratorium pro sóla sbor a orchestr (Janov, Carlo Felice, 1874)
- Preghiera alla Vergine, pro ženský sbor a orchestr na slova Alfonse Cavagnariho (Janov, 1882)
- Ave Maria, pro soprán a klavír
- La madre veneta a S. Martino, vokální kompozice (karneval 1859-1860)

### Písně a sbory
- Inno a Giuseppe Garibaldi (Parma, 1862)
- Quanto di me più fortunate siete, madrigal pro 4 hlasy (1867)
- Addio a Genova, pro soprán a orchestr (1878)
- Tu sei bruna ma bella o Sunamita, 4-hlasý sbor na verše Arrigo Boity (1879)
- Santa speme,5-hlasý sbor bez doprovodu (1881)
- T'amo, romanze pro mezzosoprán s doprovodem orchestru na slova Felice Cavallottiho (1882)
- La vergine di Sunam, 4-hlasý sbor, slova Arrigo Boito (Milán, Teatro dal Verme, 1884)
- Volate… volate!, valčík pro zpěv a orchestr (1885)
- La rosa bianca, pro zpěv a klavír, slova Alfonso Cavagnari
- Romanze per canto e pianoforte